# أنطونيو كارفاليو (دراج)
أنطونيو كارفاليو (بالبرتغالية: António Carvalho‏) هو دراج برتغالي، ولد في 25 أكتوبر 1989 في São Paio de Oleiros ‏ في البرتغال.

## وصلات خارجية
- أنطونيو كارفاليو على موقع الاتحاد الدولي للدراجات (الإنجليزية)
- أنطونيو كارفاليو على موقع أرشيف الدراجات (الإنجليزية)
- أنطونيو كارفاليو على موقع إحصائيات الدراجات الإحترافية (الإنجليزية)
- أنطونيو كارفاليو على موقع نسبة الدراجات (الإنجليزية)